# Sandra Mason
Sandra Mason (Parròquia de Saint Philip, 17 de gener de 1949) és una advocada, jutgessa i política de Barbados, presidenta del país des del 30 de novembre de 2021. Va servir com a governadora general de Barbados des del 8 de gener de 2018 fins al 29 de novembre de 2021, data en què va assumir la presidència de Barbados, després que Barbados es convertís en una república. També ha exercit com a jutgessa del Tribunal d'Apel·lacions de Barbados, ambaixadora a Veneçuela i presidenta del Comitè dels Drets dels Infants de les Nacions Unides. Va ser elegida presidenta de Barbados el 20 d'octubre de 2021, i va assumir les seves funcions el 30 de novembre de 2021.

## Biografia

### Primers anys
Després de completar la seva educació, va començar a ensenyar a l'escola secundària Princess Margaret el 1968. A l'any següent, va començar a treballar al Barclays Bank com a empleada. Es va matricular a la Universitat de les Índies Occidentals (UWI), obtenint la seva llicenciatura en Dret. Va ser una de les primeres graduades de la Facultat de Dret de la UWI a Cave Hill, completant la seva educació el 1973. Va ser admesa en el col·legi d'advocats per començar la seva pràctica el 10 de novembre de 1975, i esdevingué la primera dona membre del Barbados Bar Association.

### Carrera
El 1975, va treballar en l'Administració de Fideïcomisos per Barclays i va treballar també a diversos llocs diferents dins de la companyia fins a 1977. El 1978, va començar a treballar com a magistrada de la Cort Juvenil i Familiar i simultàniament com a tutora en dret de família en UWI. Va deixar de fer classes el 1983 i va continuar com a magistrada. El 1988, va completar a Londres un curs sobre Administració Judicial.
Va formar part del Comitè dels Drets del Nen de l'Organització de les Nacions Unides des de la seva creació el 1991 fins al 1999, ocupant el càrrec de vicepresidenta des de 1993 fins a 1995 i presidenta des de 1997 fins a 1999.
Entre 1991 i 1992 va exercir com a presidenta i va ser una de les dues dones nomenades per a la comissió de 13 membres de CARICOM encarregada d'avaluar la integració regional. Va deixar el tribunal de família el 1992 per exercir-se com a ambaixadora a Veneçuela, sent la primera dona magistrada de Barbados a ocupar el lloc. Al seu retorn a Barbados en 1994 va ser nomenada magistrada principal i el 1997 es va convertir en la Secretària del Tribunal Suprem.
El 2000, va completar estudis sobre resolució alternativa de disputes a la Universitat de Windsor a la ciutat canadenca de Windsor (Ontàrio) i després va completar una beca amb el Commonwealth Judicial Education Institute a Halifax (Nova Escòcia), el 2001, com així també un curs en resolució alternativa de disputes en UWI. Va continuar treballant a la Cort Suprema fins a 2005, quan va ser nomenada assessora de la Reina en el Col·legi d'Advocats de Barbados.
El 2008 va jurar com a jutgessa d'apel·lacions, convertint-se en la primera dona a servir en la Cort d'Apel·lacions de Barbados. Durant tres dies el 2012, es va convertir en governadora general interina i a l'any següent va ser la primera dona del país nomenada membre del Tribunal d'Arbitratge de la Secretaria del Commonwealth (CSAT). El Tribunal opera entre els membres de la Mancomunitat de Nacions per resoldre les qüestions relatives a les controvèrsies contractuals. Amb aquest càrrec, Loop News la va nomenar una de les 10 dones més poderoses de Barbados.
El 2017, va ser designada com a vuitena governadora general de Barbados, iniciant el seu període el 8 de gener de 2018. Simultàniament amb el seu nomenament, va ser nomenada dama gran creu de l'Orde de Sant Miquel i Sant Jordi. També va rebre l'Ordre de la Dama de Sant Andreu.